# Menhir de Lanvar
Le menhir de Lanvar est situé dans l’agglomération de Guilvinec dans le département du Finistère en France.

## Localisation
Un sentier de petite randonnée, variante du GR 34, remonte l'actuelle rue du Menhir jusqu'à son cul-de-sac où se trouve le monument. Côté nord de la rue, le menhir est le long du ruisseau qui la clôt, sur une parcelle privée accessible. Il se trouve à quelques mètres d'un petit pont en bois permettant de continuer le chemin à pied vers l'ouest, au travers d'une prairie.

## Historique
Ce menhir a été classé au titre des monuments historiques le 4 juin 1962.

## Description
La pierre fait plus de 3 mètres de haut, pour 2 de large, et environ 1 m de profondeur (épaisseur ?). Elle est en granite.
Cette pierre dressée semble avoir eu pour fonction de signaler un point d'eau ou un lieu sacré (probablement les deux). Charles-Tanguy Le Roux parle de « marqueurs » pour cette catégorie de monolithes.

## Galerie de photographies

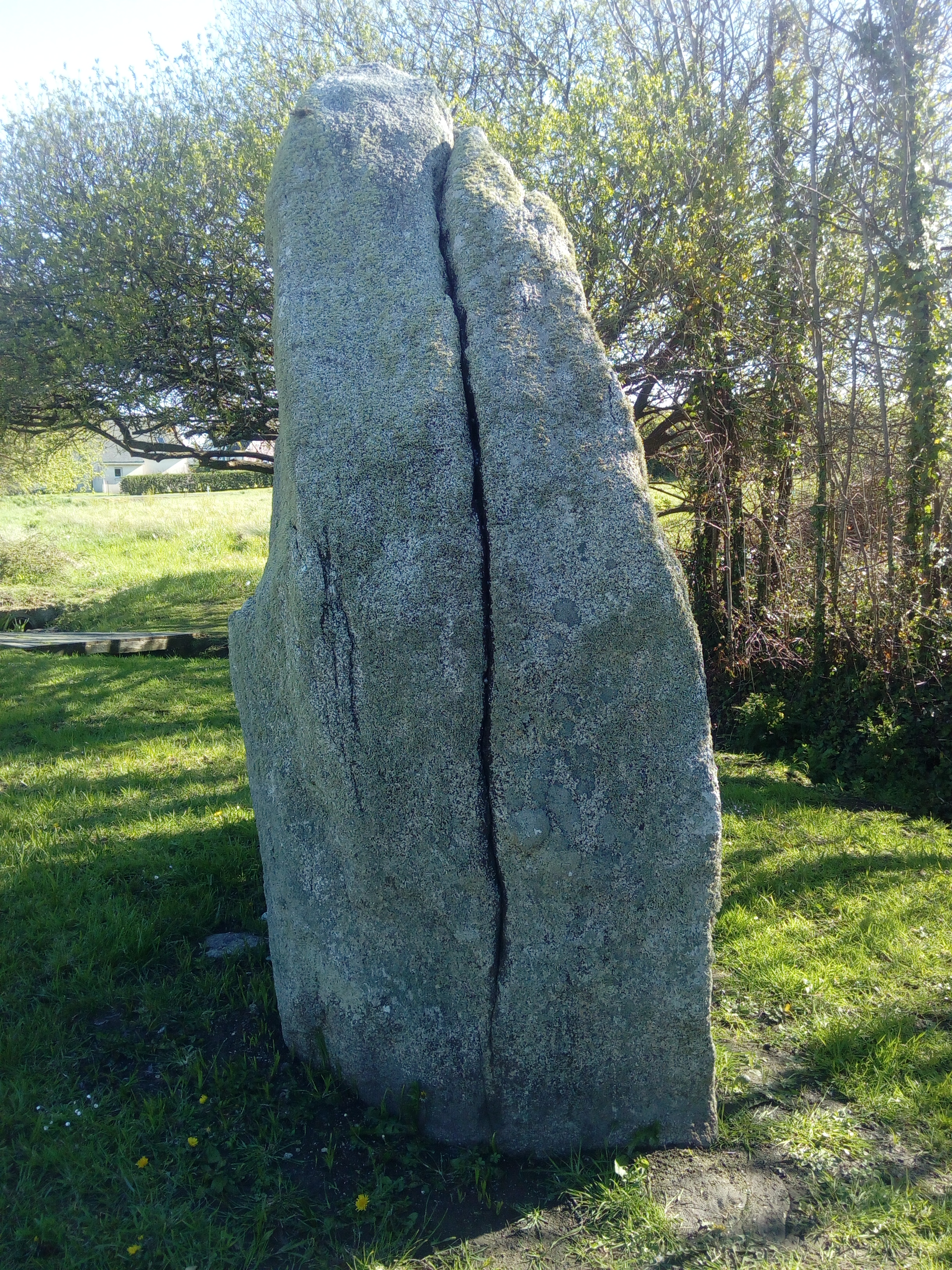
Vue de biais.
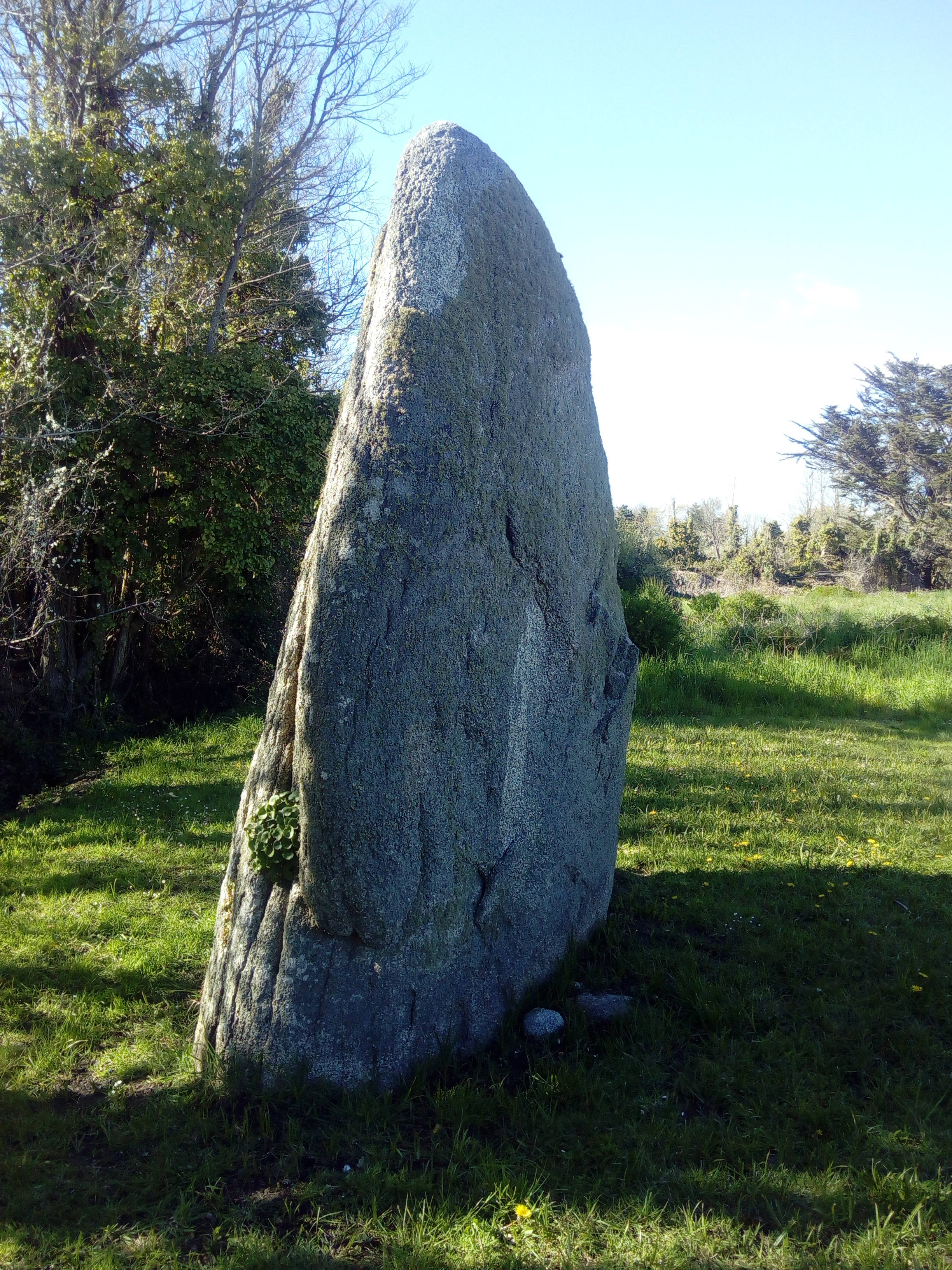
Vue de profil.